# Вилегодский район
Вилего́дский райо́н — административно-территориальная единица (район) и упразднённое муниципальное образование (муниципальный район) в составе Архангельской области Российской Федерации.
Административный центр — село Ильинско-Подомское.
30 сентября 2020 года сельские поселения Вилегодского муниципального района были преобразованы Вилегодский муниципальный округ.

## География
Район расположен в юго-восточной части Архангельской области и приравнен к районам Крайнего Севера.
Граничит с Ленским и Котласским районами области, а на юге — с Кировской областью и Сысольским районом Республики Коми.
- Площадь района — около 4,7 тыс. км².
- Леса занимают 70 % площади района.
- В районе насчитывается 177 населённых пунктов.
- Река Виледь разделяет район на две части.
- Основная автомобильная автодорога, проходящая через весь район - федеральная трасса А123.

## История
Первоначально территория района состояла в Сольвычегодском уезде Вологодской губернии.
24 июля 1918 года Сольвычегодский уезд был включён в состав Северо-Двинской губернии.
В 1918  году в Сольвычегодском уезде образование Вилегодской волости (с.о Пригодинское, с.о. Саминское), которая послужила основой для будущего Вилегодского сельсовета.
Вилегодский район был образован в апреле 1924 года в составе Северо-Двинской губернии. С центром в селе Ильинско-Подомское. В состав образованного района вошли бывшие волости Сольвычегодского уезда: Беляевская, Вилегодская, Ильинско-Подомская, Никольской, Павловская и Пречистенская.
Название, судя по всему, район получил по реке Виледь. Также было сформировано село Вилегодск с Вилегодским сельсоветом.
С 15 июля 1929 года входит в образованный Северо-Двинский округ Северного края РСФСР. 30 июля 1930 года Северо-Двинский округ был упразднён, район перешёл в прямое подчинение Северного края.
С 5 декабря 1936 года находится в Северной области.
23 сентября 1937 года в ходе разделения Северной области на Вологодскую и Архангельскую относится к последней.
В 1942 году строительство станции Виледь при прокладке Печорской железной дороги.

## Население
| 2002    | 2004    | 2008    | 2009    | 2010    | 2011    | 2012    | 2013    | 2014    |
| ------- | ------- | ------- | ------- | ------- | ------- | ------- | ------- | ------- |
| 13 241  | ↗14 243 | ↘11 851 | ↘11 723 | ↘11 158 | ↘11 095 | ↘10 862 | ↘10 606 | ↘10 358 |
| 2015    | 2016    | 2017    | 2018    | 2019    | 2020    | 2021    | 2023    |         |
| ↘10 116 | ↘9956   | ↘9834   | ↘9613   | ↘9350   | ↘9187   | ↘9121   | ↘8759   |         |

Из трёх протестированных семей в районе 2 принадлежат к Y-гаплогруппе N.

### Национальный состав
По итогам переписи населения 2020 года проживали следующие национальности (национальности менее 0,1 % и другое, см. в сноске к строке «Другие»):
| Национальность | Численность, чел. | Доля     |
| -------------- | ----------------- | -------- |
| Русские        | 8914              | 97,73 %  |
| Украинцы       | 30                | 0,33 %   |
| Другие         | 177               | 1,94 %   |
| Итого          | 9121              | 100,00 % |

## Административное деление

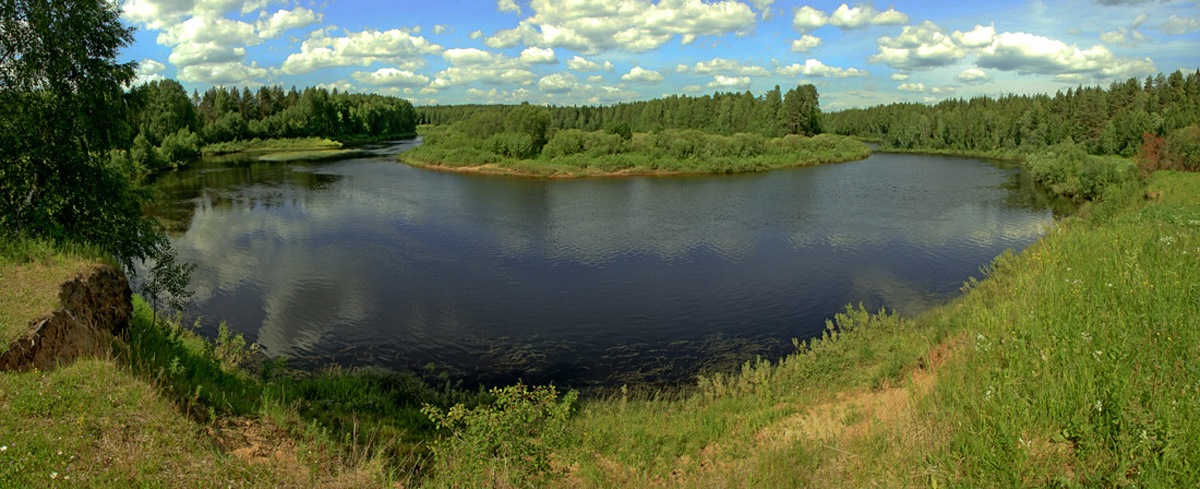
Верховья реки Виледь

В Вилегодский район как административно-территориальную единицу области входят 6 сельсоветов (в границах которых были образованы одноимённые сельские поселения).
В Вилегодский муниципальный район входили 6 муниципальных образований со статусом сельских поселений.
| № | Муниципальное образование | Административный центр  | Количество населённых пунктов | Население (чел.) | Площадь (км²) |
| - | ------------------------- | ----------------------- | ----------------------------- | ---------------- | ------------- |
| 1 | Беляевское                | село Шалимово           | 17                            | ↗174             | 103,42        |
| 2 | Вилегодское               | село Вилегодск          | 27                            | ↘1257            | 665,80        |
| 3 | Ильинское                 | село Ильинско-Подомское | 48                            | ↘5039            | 652,10        |
| 4 | Никольское                | село Никольск           | 41                            | ↘826             | 858,50        |
| 5 | Павловское                | село Павловск           | 33                            | ↘851             | 602,80        |
| 6 | Селянское                 | посёлок Фоминский       | 11                            | ↘1040            | 1808,00       |

## Населённые пункты
В Вилегодском районе (муниципальном округе) 177 населённых пунктов.
| №   | Населённый пункт      | Тип                                          | Население | Муниципальное образование |
| --- | --------------------- | -------------------------------------------- | --------- | ------------------------- |
| 1   | 1141 км               | железнодорожный разъезд                      | →0        | Никольское                |
| 2   | 1147 км               | железнодорожный разъезд                      | →0        | Никольское                |
| 3   | 1153 км               | железнодорожный разъезд                      | →0        | Никольское                |
| 4   | Аксёновская           | деревня                                      | →75       | Павловское                |
| 5   | Акуловская            | деревня                                      | →5        | Павловское                |
| 6   | Андреевская           | деревня                                      | ↘4        | Никольское                |
| 7   | Аферьевская           | деревня                                      | ↘5        | Павловское                |
| 8   | Барановская           | деревня                                      | →0        | Беляевское                |
| 9   | Безацкая              | деревня                                      | ↗1        | Никольское                |
| 10  | Березник              | деревня                                      | ↘0        | Ильинское                 |
| 11  | Борисовец             | деревня                                      | ↘12       | Ильинское                 |
| 12  | Борок                 | деревня                                      | ↗22       | Селянское                 |
| 13  | Бурцево               | деревня                                      | ↘1        | Никольское                |
| 14  | Бурыгинская           | деревня                                      | →0        | Ильинское                 |
| 15  | Быково                | деревня                                      | ↘239      | Павловское                |
| 16  | Васюнино              | деревня                                      | ↗6        | Вилегодское               |
| 17  | Вилегодск             | село                                         | ↗274      | Вилегодское               |
| 18  | Виледь                | населённый пункт при железнодорожной станции | ↗87       | Никольское                |
| 19  | Володино              | деревня                                      | ↘6        | Никольское                |
| 20  | Володино              | деревня                                      | →2        | Павловское                |
| 21  | Воронинская           | деревня                                      | ↘18       | Ильинское                 |
| 22  | Воронцово             | деревня                                      | ↗395      | Ильинское                 |
| 23  | Вохта                 | деревня                                      | ↗41       | Ильинское                 |
| 24  | Выползово             | деревня                                      | ↘10       | Ильинское                 |
| 25  | Выставка Пятовская    | деревня                                      | ↗9        | Никольское                |
| 26  | Выставка Соловьихи    | деревня                                      | ↘5        | Ильинское                 |
| 27  | Галахтионовская       | деревня                                      | →0        | Никольское                |
| 28  | Гашево                | деревня                                      | →1        | Никольское                |
| 29  | Глубоковская          | деревня                                      | ↗3        | Никольское                |
| 30  | Гляевская             | деревня                                      | →2        | Беляевское                |
| 31  | Голеневская           | деревня                                      | →0        | Беляевское                |
| 32  | Горбачиха             | деревня                                      | ↗20       | Никольское                |
| 33  | Горка                 | деревня                                      | ↘2        | Никольское                |
| 34  | Горка                 | деревня                                      | ↘25       | Павловское                |
| 35  | Городок               | деревня                                      | ↘22       | Павловское                |
| 36  | Гришинская            | деревня                                      | ↗198      | Вилегодское               |
| 37  | Даниловская           | деревня                                      | ↗2        | Беляевское                |
| 38  | Демино                | деревня                                      | →2        | Никольское                |
| 39  | Демиха                | деревня                                      | →0        | Ильинское                 |
| 40  | Денисовская           | деревня                                      | →2        | Никольское                |
| 41  | Докукинская           | деревня                                      | →2        | Беляевское                |
| 42  | Дресвянка             | деревня                                      | ↗124      | Вилегодское               |
| 43  | Дьяконово             | деревня                                      | ↘80       | Ильинское                 |
| 44  | Елезово               | деревня                                      | ↘114      | Ильинское                 |
| 45  | Ерзовка               | деревня                                      | →0        | Никольское                |
| 46  | Ершиха                | деревня                                      | ↗10       | Ильинское                 |
| 47  | Жуковская             | деревня                                      | ↗22       | Павловское                |
| 48  | Заболото              | деревня                                      | ↗48       | Вилегодское               |
| 49  | Залесье               | деревня                                      | ↗36       | Павловское                |
| 50  | Замятино              | деревня                                      | ↗24       | Павловское                |
| 51  | Заозерье              | деревня                                      | ↘44       | Павловское                |
| 52  | Зыкова Гора           | деревня                                      | ↘1        | Ильинское                 |
| 53  | Ивановская            | деревня                                      | ↘15       | Селянское                 |
| 54  | Ивашевская            | деревня                                      | ↗26       | Павловское                |
| 55  | Игнатовская           | деревня                                      | ↘2        | Селянское                 |
| 56  | Игольница             | деревня                                      | ↘12       | Никольское                |
| 57  | Ильинско-Подомское    | село                                         | ↘3254     | Ильинское                 |
| 58  | Инаевская             | деревня                                      | ↗9        | Ильинское                 |
| 59  | Исаковская            | деревня                                      | ↗6        | Никольское                |
| 60  | Казаково              | село                                         | ↗32       | Никольское                |
| 61  | Карино                | деревня                                      | ↘16       | Павловское                |
| 62  | Квартала 69           | посёлок                                      | →6        | Никольское                |
| 63  | Кибринская            | деревня                                      | →1        | Павловское                |
| 64  | Кивер                 | железнодорожная станция                      | ↗144      | Никольское                |
| 65  | Климовская            | деревня                                      | →0        | Беляевское                |
| 66  | Клочихинская          | деревня                                      | ↗2        | Беляевское                |
| 67  | Клубоковская          | деревня                                      | ↗34       | Вилегодское               |
| 68  | Клубоковская Выставка | деревня                                      | ↗4        | Вилегодское               |
| 69  | Кожуховская           | деревня                                      | ↘2        | Ильинское                 |
| 70  | Колодино              | деревня                                      | ↗25       | Вилегодское               |
| 71  | Колтас                | деревня                                      | ↘4        | Никольское                |
| 72  | Конгур                | деревня                                      | ↘5        | Ильинское                 |
| 73  | Костиха               | деревня                                      | ↗1        | Ильинское                 |
| 74  | Кочнева Гора          | деревня                                      | ↗13       | Вилегодское               |
| 75  | Кочнеговская          | деревня                                      | ↘5        | Никольское                |
| 76  | Кошкино               | деревня                                      | ↗52       | Ильинское                 |
| 77  | Красавино             | деревня                                      | →8        | Павловское                |
| 78  | Крючиха               | деревня                                      | →0        | Павловское                |
| 79  | Кулига                | деревня                                      | ↘0        | Ильинское                 |
| 80  | Лисья Гора            | деревня                                      | →0        | Ильинское                 |
| 81  | Лобанова Гора         | деревня                                      | →1        | Павловское                |
| 82  | Лубягино              | деревня                                      | ↗81       | Вилегодское               |
| 83  | Лукинская             | деревня                                      | ↗31       | Ильинское                 |
| 84  | Лыковская             | деревня                                      | →2        | Беляевское                |
| 85  | Маркова Гора          | деревня                                      | ↘0        | Ильинское                 |
| 86  | Масловская            | деревня                                      | →0        | Никольское                |
| 87  | Матвеевская           | деревня                                      | ↘39       | Ильинское                 |
| 88  | Маурино               | деревня                                      | ↘0        | Вилегодское               |
| 89  | Микляевская           | деревня                                      | →0        | Беляевское                |
| 90  | Мокрая Горка          | деревня                                      | ↗3        | Павловское                |
| 91  | Мухонская             | деревня                                      | ↗1557     | Ильинское                 |
| 92  | Мышкино               | деревня                                      | ↗16       | Вилегодское               |
| 93  | Наволок               | деревня                                      | ↗4        | Никольское                |
| 94  | Наволок               | деревня                                      | ↘10       | Павловское                |
| 95  | Насадкинская          | деревня                                      | ↘39       | Вилегодское               |
| 96  | Нестеровская          | деревня                                      | ↗1        | Беляевское                |
| 97  | Нетесовская           | деревня                                      | ↘16       | Павловское                |
| 98  | Никитинская           | деревня                                      | →0        | Никольское                |
| 99  | Никольск              | село                                         | ↗699      | Никольское                |
| 100 | Новораспаханная       | деревня                                      | ↗153      | Вилегодское               |
| 101 | Новоселка             | деревня                                      | →0        | Ильинское                 |
| 102 | Ногтева Гора          | деревня                                      | →3        | Вилегодское               |
| 103 | Нылога                | деревня                                      | ↘82       | Павловское                |
| 104 | Осиновец              | деревня                                      | ↗23       | Ильинское                 |
| 105 | Островская            | деревня                                      | →0        | Ильинское                 |
| 106 | Павловск              | село                                         | ↘244      | Павловское                |
| 107 | Паломыш               | посёлок                                      | →0        | Ильинское                 |
| 108 | Пенкино               | деревня                                      | ↗7        | Никольское                |
| 109 | Перевоз               | деревня                                      | ↘7        | Вилегодское               |
| 110 | Пестово               | деревня                                      | ↗11       | Ильинское                 |
| 111 | Петухово              | деревня                                      | ↗46       | Павловское                |
| 112 | Пирогово              | деревня                                      | ↗17       | Ильинское                 |
| 113 | Подборье              | деревня                                      | ↘2        | Павловское                |
| 114 | Подомо                | деревня                                      | ↗143      | Ильинское                 |
| 115 | Подчаевская           | деревня                                      | →1        | Беляевское                |
| 116 | Поздяевская           | деревня                                      | ↘0        | Павловское                |
| 117 | Пологи                | деревня                                      | →0        | Павловское                |
| 118 | Полубреховская        | деревня                                      | ↘5        | Ильинское                 |
| 119 | Поршенский Починок    | деревня                                      | →0        | Никольское                |
| 120 | Пречиста              | село                                         | →0        | Ильинское                 |
| 121 | Пригодино             | деревня                                      | ↘13       | Вилегодское               |
| 122 | Прислон               | деревня                                      | →0        | Беляевское                |
| 123 | Прислон               | деревня                                      | ↗1        | Никольское                |
| 124 | Прокопьевская         | деревня                                      | ↗12       | Ильинское                 |
| 125 | Пузырево              | деревня                                      | ↘1        | Павловское                |
| 126 | Путятино              | деревня                                      | ↘0        | Ильинское                 |
| 127 | Пысье                 | деревня                                      | →1        | Селянское                 |
| 128 | Ристухинская          | деревня                                      | ↘12       | Павловское                |
| 129 | Роженец               | деревня                                      | ↗103      | Ильинское                 |
| 130 | Рохновская            | деревня                                      | ↗5        | Беляевское                |
| 131 | Рябовская             | деревня                                      | ↗16       | Никольское                |
| 132 | Рязань                | деревня                                      | ↘1        | Никольское                |
| 133 | Савичи                | деревня                                      | ↗14       | Павловское                |
| 134 | Самино                | деревня                                      | ↘45       | Вилегодское               |
| 135 | Саранчиха             | деревня                                      | →4        | Никольское                |
| 136 | Сафроновская          | деревня                                      | ↘13       | Вилегодское               |
| 137 | Селяна                | село                                         | →1        | Селянское                 |
| 138 | Семёновская           | деревня                                      | →0        | Никольское                |
| 139 | Сидоровская           | деревня                                      | ↗272      | Ильинское                 |
| 140 | Слобода               | село                                         | ↗87       | Павловское                |
| 141 | Слободка              | деревня                                      | ↗8        | Вилегодское               |
| 142 | Слудка                | деревня                                      | ↗36       | Ильинское                 |
| 143 | Соинский Починок      | деревня                                      | →0        | Никольское                |
| 144 | Соколова Гора         | деревня                                      | ↗96       | Ильинское                 |
| 145 | Соловьиха             | деревня                                      | ↘0        | Ильинское                 |
| 146 | Сорово                | деревня                                      | ↗2        | Вилегодское               |
| 147 | Сорово                | посёлок                                      | ↗617      | Селянское                 |
| 148 | Спиридоновская        | деревня                                      | →3        | Беляевское                |
| 149 | Спирковская           | деревня                                      | ↘5        | Ильинское                 |
| 150 | Стародыбина Гора      | деревня                                      | ↘1        | Ильинское                 |
| 151 | Стафоровская          | деревня                                      | ↗108      | Селянское                 |
| 152 | Степаньково           | деревня                                      | →3        | Беляевское                |
| 153 | Столбовская           | деревня                                      | →4        | Ильинское                 |
| 154 | Стрункино             | деревня                                      | ↗27       | Ильинское                 |
| 155 | Сысоевская            | деревня                                      | ↘16       | Вилегодское               |
| 156 | Таборы                | деревня                                      | ↗17       | Никольское                |
| 157 | Теринская             | деревня                                      | ↘125      | Вилегодское               |
| 158 | Тимиха                | деревня                                      | →0        | Ильинское                 |
| 159 | Торопово              | деревня                                      | →2        | Никольское                |
| 160 | Тырпасовская          | деревня                                      | ↗35       | Селянское                 |
| 161 | Филимоново            | деревня                                      | →0        | Ильинское                 |
| 162 | Фоминская             | деревня                                      | ↗3        | Ильинское                 |
| 163 | Фоминская             | деревня                                      | ↗25       | Селянское                 |
| 164 | Фоминский             | посёлок                                      | ↗680      | Селянское                 |
| 165 | Чаброво               | деревня                                      | →5        | Никольское                |
| 166 | Чесноковская          | деревня                                      | →0        | Беляевское                |
| 167 | Чокур                 | железнодорожная станция                      | ↗6        | Никольское                |
| 168 | Шалимово              | село                                         | ↗262      | Беляевское                |
| 169 | Шаманиха              | деревня                                      | →0        | Павловское                |
| 170 | Шиловский Починок     | деревня                                      | ↘0        | Вилегодское               |
| 171 | Широкий Прилук        | посёлок                                      | ↗628      | Вилегодское               |
| 172 | Шихи                  | деревня                                      | →3        | Селянское                 |
| 173 | Щербинская            | деревня                                      | ↘25       | Вилегодское               |
| 174 | Язинец                | деревня                                      | ↘1        | Никольское                |
| 175 | Якино                 | деревня                                      | ↘24       | Павловское                |
| 176 | Якушино               | деревня                                      | ↘17       | Вилегодское               |
| 177 | Ярыгинская            | деревня                                      | ↘0        | Павловское                |

## Транспорт
Железнодорожное сообщение района осуществляется через станцию Виледь, расположенную на участке «Котлас —Микунь». На территории района находятся три железобетонных моста через реку Виледь.
Также по району проходит федеральная автодорога А123, которая связывает город Сыктывкар с западной границей России и территорией Финляндии.